# Jean-Pierre Vaucher
Pour les articles homonymes, voir Vaucher.
Jean-Pierre Étienne Vaucher est un pasteur et botaniste suisse, né le 27 avril 1763 en République de Genève et mort le 5 janvier 1841 à Genève.

## Biographie
Fils de Pierre, charpentier, et de Jacqueline Braissant, il épouse en 1785 Sara de Lom.
Il étudie les lettres (1779-1781), la philosophie (1781-1783) et la théologie (1783-1787) à l'Académie de Genève et est consacré pasteur en 1787. Cette même année, il fonde un pensionnat à Bossey (commune de Bogis-Bossey), qui est ensuite déplacé à Genève. De 1795 à 1821 , il est pasteur à l’église protestante de Saint-Gervais, dans un quartier populaire de Genève.
Très jeune déjà, il consacre son temps libre à la botanique et devient en 1791 membre fondateur de la Société de physique et d'histoire naturelle, dont il assume le secrétariat jusqu'en 1810. Dès 1794, il enseigne la botanique dans le jardin de la Société, sur le bastion de Saint-Léger. Le jeune Augustin Pyrame de Candolle figure parmi ses élèves.
A l'Académie de Genève, il devient professeur de botanique en 1802 et d’histoire des religions en 1807, poste qu'il conserve jusqu'en 1839.
En tant que botaniste, Vaucher s’intéresse notamment au développement des algues et décrit, dans son Histoire des Conferves d'eau douce le processus de conjugaison, qu’il interprète comme la fécondation chez les algues. Il est aussi l'auteur d'une monumentale HIstoire physiologique des plantes d'Europe.
Comme pédagogue, il exerce une profonde influence sur ses élèves, parmi lesquels figurent Hans Conrad Escher von der Linth (1767-1823), Charles-Albert, futur roi de Sardaigne (1798-1849), Hans Conrad Stadler (1788-1846) et Alexandre Florian Joseph Colonna, comte Walewski (1810-1868).

## Publications
(Liste partielle)
- Histoire des Conferves d'eau douce, contenant leurs différens modes de reproduction, et la description de leurs principales espèces, suivi de l'histoire des Trémelles et des Ulves d'eau douce. Paschoud, Genève 1803
- Mémoire sur les seiches du lac de Genève. Paschoud, Genève 1805
- "Mémoire sur la chute des feuilles", Mémoires de la Société de Physique et d'Histoire Naturelle de Genève, t. 1, 1821-22, p. 120-136.
- "Mémoire sur la sève d'août et sur les divers modes de développement des arbres", Mémoires de la Société de physique et d'histoire naturelle de Genève,  t. 1, 1821-22, p.: 291-308
- Monographie des orobanches. Paschoud, Genève 1822
- Monographie des prêles. Paschoud, Genève 1822
- Histoire physiologique des plantes d'Europe ou exposition des phénomènes dans leurs diverses périodes de leur développement. Marc Aurel Frères, Paris 1841 (quatre volumes)

Questions religieuses
- Cours d’instruction religieuse Fick, Genève 1804/1807
- Sermon sur l’Ascension 1818-1820.